# Afanas'evsky (huyện)
Huyện Afanas'evsky (tiếng Nga: ? райо́н) là một huyện hành chính tự quản (raion), của Tỉnh Kirov, Nga. Huyện có diện tích 5145 kilômét vuông. Trung tâm của huyện đóng ở Afanas'evo.